# Copa Santiago de Futebol Juvenil de 2015
A Copa Santiago de Futebol Juvenil de 2015 foi a 27ª edição da competição disputada em Santiago, no Rio Grande do Sul. Neste ano a competição contou com onze equipes, de três países diferentes.
Numa final inédita, Independiente del Valle, do Equador, venceu a equipe brasileira do futebol catarinense, Avaí, por 1–0 no Estádio Alceu Carvalho e conquistou seu primeiro título na competição. O gol foi marcado aos 28 segundos de jogo com Wilter Ayoví; este sendo eleito o melhor jogador do campeonato. Além disso, o clube equatoriano se tornou o primeiro do país a levar o caneco para casa após 24 anos nas mãos dos clubes brasileiros e duas vezes com o Nacional do Uruguai.

## Regulamento
A Copa Santiago foi realizada no período de 9 a 24 de janeiro de 2015, com a participação de onze equipes convidadas. A equipe campeã, ao final da competição, recebeu o Troféu Romeu Goulart Jacques – 2015, de posse definitiva.
A competição foi disputada pelas equipes participantes, em quatro fases distintas, assim denominadas: fase de grupos, quartas de final, semifinal e final.

### Classificatória
A fase classificatória foi dividida em dois Grupos ("A" e "B"), de seis equipes no Grupo A e cinco equipes no Grupo B. Na fase classificatória as equipes jogaram todos contra todos, com contagem de pontos corridos, dentro de seus respectivos grupos. Classificaram-se para as quartas de final as quatro equipes melhores colocadas, nos seus respectivos grupos. Ocorrendo igualdade de pontos ganhos entre duas ou mais equipes, em seus respectivos grupos, para apuração da classificação, foi adotado sucessivamente e pela ordem os seguintes critérios:
1. Maior número de vitórias;
2. Melhor saldo de gols;
3. Maior número de gols conquistados;
4. Menor número de gols sofridos;
5. Vitória no confronto direto;
6. Menor número de cartões vermelhos recebidos;
7. Menor número de cartões amarelos recebidos;
8. Sorteio em dia, hora e local designado pela organização.[3]

### Quartas de Final
As quartas de Final foram disputadas pelas oito equipes classificadas na fase anterior, que disputaram entre si uma só partida, conforme tabela de jogos definida da seguinte forma:
| Jogo | Disputa                                                 |
| ---- | ------------------------------------------------------- |
| QF 1 | 2ª classificada do Grupo B X 3ª classificada do Grupo A |
| QF 2 | 2ª classificada do Grupo A X 3ª classificada do Grupo B |
| QF 3 | 1ª classificada do Grupo B X 4ª classificada do Grupo A |
| QF 4 | 1ª classificada do Grupo A X 4ª classificada do Grupo B |

Se houvesse igualdade em qualquer uma das partidas desta fase, classificariam-se para a próxima fase os vencedores na cobrança de pênaltis.

### Semifinais
A semifinal foi disputada pelas quatro equipes classificadas na fase anterior, que disputam entre si uma só partida, conforme tabela de jogos definida da seguinte forma:
| Jogo | Disputa                       |
| ---- | ----------------------------- |
| SF 1 | Vencedor QF 3 x Vencedor QF 2 |
| SF 2 | Vencedor QF 4 x Vencedor QF 1 |

Se houvesse igualdade em qualquer uma das partidas desta fase, classificariam-se para a próxima fase as vencedoras na cobrança de pênaltis.

### Final
A final foi disputada pelas duas equipes classificadas na fase anterior, que disputam entre si uma só partida, conforme tabela definida da seguinte forma:
| Disputa                       |
| ----------------------------- |
| Vencedor SF 1 x Vencedor SF 2 |

A equipe vencedora foi declarada campeã da Copa Santiago de Futebol Juvenil e a perdedora foi a vice-campeã. Se houvesse igualdade na final, o campeão seria conhecido através de cobrança de pênaltis.

## Equipes participantes
Estas são as 11 equipes que participam desta edição:
| Estado/País       | Equipe                       |
| ----------------- | ---------------------------- |
| Rio Grande do Sul | Futebol Cruzeiro de Santiago |
| Rio Grande do Sul | Grêmio                       |
| Rio Grande do Sul | Internacional                |
| Rio Grande do Sul | Juventude                    |
| Rio Grande do Sul | São José-RS                  |
| Santa Catarina    | Avaí                         |
| Santa Catarina    | Criciúma                     |
| Distrito Federal  | Gama                         |
| Goiás             | Aparecidense                 |
| Chile             | Universidad de Chile         |
| Equador           | Independiente del Valle      |
| Paraguai          | Nacional[PAR]                |

- PAR^ : O Nacional iria participar da 27ª edição da Copa Santiago. No entanto, em 7 de janeiro de 2015, o Futebol Cruzeiro de Santiago oficializou a desistência do clube paraguaio, deixando a competição com onze participantes.[4]

## Primeira fase
Em 14 de janeiro de 2015, a coordenação da Copa Santiago se reuniu com representantes dos clubes para modificar a data dos jogos devido a chuva.
Fonte da classificação: Rádio Nova 99 - Santiago/RS

### Grupo A
| Pos | Time                         | Pts | J | V | E | D | GP | GS | SG  |
| --- | ---------------------------- | --- | - | - | - | - | -- | -- | --- |
| 1   | Universidad de Chile         | 10  | 4 | 3 | 1 | 0 | 9  | 3  | 6   |
| 2   | Futebol Cruzeiro de Santiago | 7   | 4 | 2 | 1 | 1 | 11 | 5  | 6   |
| 3   | São José-RS                  | 7   | 4 | 2 | 1 | 1 | 8  | 7  | 1   |
| 4   | Criciúma                     | 4   | 4 | 1 | 1 | 2 | 8  | 7  | 1   |
| 5   | Aparecidense                 | 0   | 4 | 0 | 0 | 4 | 4  | 18 | –14 |

| 10 de janeiro | Criciúma     | 2 – 2     | São José-RS             | Estádio Municipal Neri Cardoso, Santiago |
| 15:00 (UTC–2) | Guto · Elton | Relatório | Soster · Bruno Ezequiel |                                          |

| 10 de janeiro | Universidad de Chile               | 5 – 1     | Aparecidense | Estádio Alceu Carvalho, Santiago |
| 20:00 (UTC–2) | Cattalan · Segovia · Lisana · Romo | Relatório | Caetano      |                                  |

| 11 de janeiro | Criciúma | 1 – 4     | Futebol Cruzeiro de Santiago | Estádio Alceu Carvalho, Santiago |
| 20:00 (UTC–2) | Guto     | Relatório | Miguel · Saimon · Willian    |                                  |

| 12 de janeiro | Aparecidense | 2 – 3     | São José-RS                  | Estádio Alceu Carvalho, Santiago |
| 19:30 (UTC–2) | Flávio       | Relatório | Bruno Ezequiel · João Marcos |                                  |

| 13 de janeiro | São José-RS               | 2 – 1     | Futebol Cruzeiro de Santiago | Estádio Alceu Carvalho, Santiago |
| 19:30 (UTC–2) | Bruno Ezequiel · Vinícius | Relatório | Lucas Ortiz                  |                                  |

| 15 de janeiro | Universidad de Chile | 1 – 0     | Criciúma | Estádio Alceu Carvalho, Santiago |
| 18:00 (UTC–2) | Recabarren           | Relatório |          |                                  |

| 17 de janeiro | São José-RS | 1 – 2     | Universidad de Chile | Estádio Alceu Carvalho, Santiago |
| 19:30 (UTC–2) | Vinícius    | Relatório | Segovia · Romo       |                                  |

| 18 de janeiro | Futebol Cruzeiro de Santiago                            | 5 – 1     | Aparecidense | Estádio Municipal Neri Cardoso, Santiago |
| 10:00 (UTC–2) | Candinho · Willian · Lucas Ortiz · Dartora · João Vítor | Relatório | Alisson      |                                          |

| 19 de janeiro | Aparecidense | 0 – 5     | Criciúma                             | Estádio Municipal Neri Cardoso, Santiago |
| 10:00 (UTC–2) |              | Relatório | Elton · Guto · Jamael · Marcos Paulo |                                          |

| 19 de janeiro | Futebol Cruzeiro de Santiago | 1 – 1     | Universidad de Chile | Estádio Alceu Carvalho, Santiago |
| 21:30 (UTC–2) | Lucas Ortiz                  | Relatório | Cattalan             |                                  |

### Grupo B
| Pos | Time                    | Pts | J | V | E | D | GP | GS | SG  |
| --- | ----------------------- | --- | - | - | - | - | -- | -- | --- |
| 1   | Avaí                    | 12  | 5 | 4 | 0 | 1 | 16 | 7  | 9   |
| 2   | Grêmio                  | 10  | 5 | 3 | 1 | 1 | 12 | 6  | 6   |
| 3   | Internacional           | 10  | 5 | 3 | 1 | 1 | 8  | 7  | 1   |
| 4   | Independiente del Valle | 7   | 5 | 2 | 1 | 2 | 11 | 8  | 3   |
| 5   | Juventude               | 4   | 5 | 1 | 1 | 3 | 7  | 10 | –3  |
| 6   | Gama                    | 0   | 5 | 0 | 0 | 5 | 5  | 21 | –16 |

| 9 de janeiro  | Internacional | 2 – 1     | Gama | Estádio Alceu Carvalho, Santiago |
| 20:00 (UTC–2) | Cadu · Esaul  | Relatório | Jean |                                  |

| 9 de janeiro  | Grêmio             | 3 – 0     | Avaí | Estádio Alceu Carvalho, Santiago |
| 22:00 (UTC–2) | Conrado · Cassiano | Relatório |      |                                  |

| 10 de janeiro | Juventude | 1 – 1     | Independiente del Valle | Estádio Municipal Neri Cardoso, Santiago |
| 17:00 (UTC–2) | Caprini   | Relatório | Wilter Ayoví            |                                          |

| 11 de janeiro | Gama    | 1 – 3     | Juventude        | Estádio Alceu Carvalho, Santiago |
| 18:00 (UTC–2) | Michael | Relatório | Baiano · Caprini |                                  |

| 11 de janeiro | Internacional         | 2 – 2     | Grêmio                 | Estádio Alceu Carvalho, Santiago |
| 22:00 (UTC–2) | Pedro · Gabriel Lopes | Relatório | Jean Pyerre · Dionathã |                                  |

| 12 de janeiro | Independiente del Valle | 1 – 3     | Avaí                      | Estádio Alceu Carvalho, Santiago |
| 21:30 (UTC–2) | Gabriel (g.c)           | Relatório | Lucas · Kennedy · Rafinha |                                  |

| 13 de janeiro | Avaí             | 2 – 0     | Internacional | Estádio Alceu Carvalho, Santiago |
| 21:30 (UTC–2) | Rafinha · Caíque | Relatório |               |                                  |

| 14 de janeiro | Independiente del Valle                           | 5 – 1     | Gama   | Estádio Alceu Carvalho, Santiago |
| 18:00 (UTC–2) | Joao Rojas · Jaramillo · Bryan "Manchitas" Corozo | Relatório | Mateus |                                  |

| 15 de janeiro | Grêmio                   | 3 – 1     | Juventude | Estádio Alceu Carvalho, Santiago |
| 20:00 (UTC–2) | Marcos · Conrado · Lucas | Relatório | Baiano    |                                  |

| 16 de janeiro | Avaí                                                | 8 – 2     | Gama                    | Estádio Alceu Carvalho, Santiago |
| 18:30 (UTC–2) | Vinícius Baiano · Juninho · Lucas · Caíque · Alemão | Relatório | Gabriel · Italo Andrade |                                  |

| 16 de janeiro | Internacional         | 2 – 1     | Independiente del Valle | Estádio Alceu Carvalho, Santiago |
| 20:30 (UTC–2) | Pedro · Gabriel Lopes | Relatório | Andy                    |                                  |

| 17 de janeiro | Gama | 0 – 3     | Grêmio                  | Estádio Alceu Carvalho, Santiago |
| 21:30 (UTC–2) |      | Relatório | Léo · Cassiano · Pietro |                                  |

| 18 de janeiro | Grêmio | 1 – 3     | Independiente del Valle              | Estádio Alceu Carvalho, Santiago |
| 18:00 (UTC–2) | Erick  | Relatório | Wilter Ayoví · Alejandro · Jaramillo |                                  |

| 18 de janeiro | Juventude | 1 – 2     | Internacional            | Estádio Alceu Carvalho, Santiago |
| 20:00 (UTC–2) | Miguel    | Relatório | Matheus · Gabriel Mendes |                                  |

| 19 de janeiro | Avaí                      | 3 – 1     | Juventude | Estádio Alceu Carvalho, Santiago |
| 19:30 (UTC–2) | Vinícius Baiano · Rafinha | Relatório | Ribeiro   |                                  |

## Fase final
|  | Quartas-de-finais            | Quartas-de-finais       |                               |       | Semifinais | Semifinais |  |  | Final | Final |
|  |                              |                         |                               |       |            |            |  |  |       |       |
|  | 21 de janeiro                |                         |                               |       |            |            |  |  |       |       |
|  |                              |                         |                               |       |            |            |  |  |       |       |
|  | Avaí                         | 2                       |                               |       |            |            |  |  |       |       |
|  | Avaí                         | 2                       | 22 de janeiro                 |       |            |            |  |  |       |       |
|  | Criciúma                     | 0                       |                               |       |            |            |  |  |       |       |
|  | Criciúma                     | 0                       | Avaí (pen)                    | 2 (5) |            |            |  |  |       |       |
|  | 20 de janeiro                |                         | Avaí (pen)                    | 2 (5) |            |            |  |  |       |       |
|  |                              | Internacional           | 2 (4)                         |       |            |            |  |  |       |       |
|  | Futebol Cruzeiro de Santiago | Internacional           | 2 (4)                         | 1     |            |            |  |  |       |       |
|  | Futebol Cruzeiro de Santiago |                         | 24 de janeiro                 | 1     |            |            |  |  |       |       |
|  | Internacional                | 3                       |                               |       |            |            |  |  |       |       |
|  | Internacional                | 3                       | Avaí                          | 0     |            |            |  |  |       |       |
|  | 21 de janeiro                |                         | Avaí                          | 0     |            |            |  |  |       |       |
|  |                              | Independiente del Valle | 1                             |       |            |            |  |  |       |       |
|  | Universidad de Chile         | Independiente del Valle | 1                             | 1     |            |            |  |  |       |       |
|  | Universidad de Chile         | 22 de janeiro           |                               | 1     |            |            |  |  |       |       |
|  | Independiente del Valle      | 4                       |                               |       |            |            |  |  |       |       |
|  | Independiente del Valle      | 4                       | Independiente del Valle (pen) | 1 (5) |            |            |  |  |       |       |
|  | 20 de janeiro                |                         | Independiente del Valle (pen) | 1 (5) |            |            |  |  |       |       |
|  |                              | Grêmio                  | 1 (4)                         |       |            |            |  |  |       |       |
|  | Grêmio                       | Grêmio                  | 1 (4)                         | 3     |            |            |  |  |       |       |
|  | Grêmio                       |                         |                               | 3     |            |            |  |  |       |       |
|  | São José-RS                  | 2                       |                               |       |            |            |  |  |       |       |
|  | São José-RS                  | 2                       |                               |       |            |            |  |  |       |       |

### Quartas de final
| 20 de janeiro | Grêmio                              | 3 – 2     | São José-RS     | Estádio Alceu Carvalho, Santiago |
| 19:30 (UTC–2) | Luiz Henrique · Erick · Tupa (g.c.) | Relatório | Yan · Alexandre |                                  |

| 20 de janeiro | Futebol Cruzeiro de Santiago | 1 – 3     | Internacional   | Estádio Alceu Carvalho, Santiago |
| 21:30 (UTC–2) | Pedro                        | Relatório | Pedro · Matheus |                                  |

| 21 de janeiro | Avaí  | 2 – 0     | Criciúma | Estádio Municipal Neri Cardoso, Santiago |
| 17:00 (UTC–2) | Renan | Relatório |          |                                          |

| 21 de janeiro | Universidad de Chile | 1 – 4     | Independiente del Valle                                     | Estádio Alceu Carvalho, Santiago |
| 20:30 (UTC–2) | Romo                 | Relatório | Bryan "Manchitas" Corozo · Alejandro · Wilter Ayoví · Julio |                                  |

### Semifinais
| 22 de janeiro | Avaí              | 2 – 2     | Internacional   | Estádio Alceu Carvalho, Santiago |
| 19:30 (UTC–2) | Rafinha · Juninho | Relatório | Pedro · Matheus |                                  |

|  |       | Penalidades |
|  | 5 – 4 |             |

| 22 de janeiro | Independiente del Valle  | 1 – 1     | Grêmio | Estádio Alceu Carvalho, Santiago |
| 21:30 (UTC–2) | Bryan "Manchitas" Corozo | Relatório | Marcos |                                  |

|  |       | Penalidades |
|  | 5 – 4 |             |

### Final
| 24 de janeiro | Avaí | 0 – 1     | Independiente del Valle | Estádio Alceu Carvalho, Santiago |
| 19:00 (UTC–2) |      | Relatório | Wilter Ayoví            |                                  |

## Artilharia
Fonte da lista de artilheiros.
- Nota: Em ordem alfabética inicial do clube, e em seguida,  pelo jogador desta mesma.

| 5 gols (1) - Vinícius Baiano (Avaí) 4 gols (5) - Rafinha (Avaí) - Wilter Ayoví (Independiente del Valle) - Matheus (Internacional) - Pedro (Internacional) - Bruno Ezequiel (São José-RS) 3 gols (10) - Juninho (Avaí) - Elton (Criciúma) - Guto (Criciúma) - Lucas Ortiz (Cruzeiro de Santiago) - Conrado (Grêmio) - Bryan "Manchitas" Corozo (Independiente del Valle) - Jaramillo (Independiente del Valle) - Baiano (Juventude) - Cattalan (Universidad de Chile) - Romo (Universidad de Chile) 2 gols (15) - Flávio (Aparecidense) - Caíque (Avaí) - Lucas (Avaí) - Renan (Avaí) - Miguel (Cruzeiro de Santiago) - Willian (Cruzeiro de Santiago) - Cassiano (Grêmio) | 2 gols (continuação) - Erick (Grêmio) - Marcos (Grêmio) - Alejandro (Independiente del Valle) - Joao Rojas (Independiente del Valle) - Gabriel Lopes (Internacional) - Caprini (Juventude) - Vinícius (São José-RS) - Segovia (Universidad de Chile) 1 gol (35) - Caetano (Aparecidense) - Alisson (Aparecidense) - Alemão (Avaí) - Kennedy (Avaí) - Marcos Paulo (Criciúma) - Jamael (Criciúma) - Candinho (Cruzeiro de Santiago) - Dartora (Cruzeiro de Santiago) - João Vitor (Cruzeiro de Santiago) - Pedro (Cruzeiro de Santiago) - Saimon (Cruzeiro de Santiago) - Gabriel (Gama) - Italo Andrade (Gama) - Jean (Gama) - Mateus (Gama) - Michael (Gama) - Dionathã (Grêmio) - Jean Pyerre (Grêmio) - Léo (Grêmio) - Lucas (Grêmio) - Luiz Henrique (Grêmio) | 1 gol (continuação) - Pietro (Grêmio) - Andy (Independiente del Valle) - Julio (Independiente del Valle) - Cadu (Internacional) - Esaul (Internacional) - Gabriel Mendes (Internacional) - Miguel (Juventude) - Ribeiro (Juventude) - Alexandre (São José-RS) - João Marcos (São José-RS) - Soster (São José-RS) - Yan (São José-RS) - Lisana (Universidad de Chile) - Recabarren (Universidad de Chile) Gols contra (2) - Gabriel (Avaí, para o Independiente del Valle) - Tupa (São José-RS, para o Grêmio) |

## Premiações
| Campeão da Copa Santiago de Futebol Juvenil de 2015 |
| Equador                                             |
| --------------------------------------------------- |
| Independiente del Valle Campeão (1º título)         |